# Daldos
El daldos [dal'døs] es un juego de mesa de lucha y carrera que solo se conoce en unos pocos lugares costeros del sur de Escandinavia, donde su historia se remonta a alrededor de 1800. El juego es notable por sus inusuales dados de cuatro lados (de palo o dados largos). En Dinamarca se lo conoce como daldøs en el norte y oeste de Jutlandia (Mors, Thisted y Fanø), y posiblemente como daldos en Bornholm. En Noruega se le conoce con el nombre de daldosa de Jæren, donde, a diferencia de Dinamarca, existe una tradición continua del juego de los daldøs.
El daldøs tiene mucho en común con algunos juegos de la familia sáhkku de juegos de mesa sami. Se sabe que el sáhkku se jugaba entre los sami en la costa norte y el interior del centro-este de Sápmi, lejos de Jæren y Dinamarca. De lo contrario, los parientes más cercanos de este juego parecen ser los juegos tâb del norte de África y el sudoeste de Asia, posiblemente aparte de un diagrama sin etiquetar en un códice del sur de Inglaterra.

## Nombre del juego
En el nombre daldos, la primera sílaba se refiere al lanzamiento dal. La marca A en los dados daldos probablemente significa as o similar, pero la etimología del nombre dal sigue siendo un misterio. Una teoría conecta dal con daly inglés medieval, que significa morir. Døs es probablemente una variante de una palabra nórdica utilizada tradicionalmente para los "dos" en un dado, relacionada con los antiguos doues franceses, que sobrevive en la palabra danesa sinkadus, que originalmente significaba un lanzamiento de dados de otro juego de dados de un 5 y un 2. Los juegos de tâb y el juego de Samít sáhkku también llevan el nombre del lanzamiento de dados "uno", que se requiere para soltar las piezas para que puedan comenzar a moverse; no hay ninguna razón obvia por la que el lanzamiento "dos" deba incluirse en el nombre del juego, a menos que "daldos" realmente signifique "dos dals" (dal-dal).

## Historia
Se desconocen los orígenes de Daldos, pero es sorprendentemente similar a algunos juegos del grupo tâb del norte de África y Asia occidental, ampliamente distribuidos durante la expansión musulmana. Se puede suponer que algún contacto comercial marítimo ha llevado un juego de tâb a Escandinavia, ya sea directamente desde el mundo árabe, o posiblemente a través de Inglaterra, donde un códice de Cerne Abbey, Dorset, de la segunda mitad del siglo XIII (Folio 2v , MS 0.2.45, Trinity College Library, Cambridge) posiblemente muestre un tablero de Daldos con 12+12+12 hoyos, después de que ambos jugadores hayan hecho su primer movimiento. El juego debe haber llegado a Escandinavia no mucho después de 1800, y posiblemente algunos siglos antes. Se ha sugerido una conexión que involucra a los vikingos suecos conocidos como varangianos, mercenarios del Imperio bizantino antes de 1100.
En una novela histórica danesa "Fru Maria Grubbe" escrita en 1876 por Jens Peter Jacobsen, Maria juega daldøs con su esposo en 1661. Pero lo más probable es que Jacobsen conociera el juego desde su infancia en Thisted en la década de 1850. En un artículo de 1927 de H. Billeskov Jansen [H. Billeskov Jansen: Daldøs, Danske Studier, Copenhague 1927, págs. 96-100], el juego se describe en detalle y se dan las reglas. El autor había encontrado uno de los pocos especímenes sobrevivientes de una granja cerca de Thisted, una granja a la que Jacobsen solía venir cuando era niño. Este juego está ahora en Thisted Museum. Otro juego de Mors está ahora en Museo Nacional de Dinamarca (Brede), y otro en Morslands Historiske Museum (el museo histórico local de Mors). De Bornholm, ninguna fuente menciona el juego, pero un dicho local spilla daldōs (literalmente jugar daldøs), que significa vivir más allá de los medios, se registró en 1856. Se ha registrado un significado similar en Jutlandia.
En Jæren en Noruega, un juego de edad desconocida se mantiene en Hå bygdemuseum, una parte de Jærmuseet. Jæren tenía estrechas conexiones comerciales con las regiones danesas donde se jugaba daldos.

## Elementos del juego

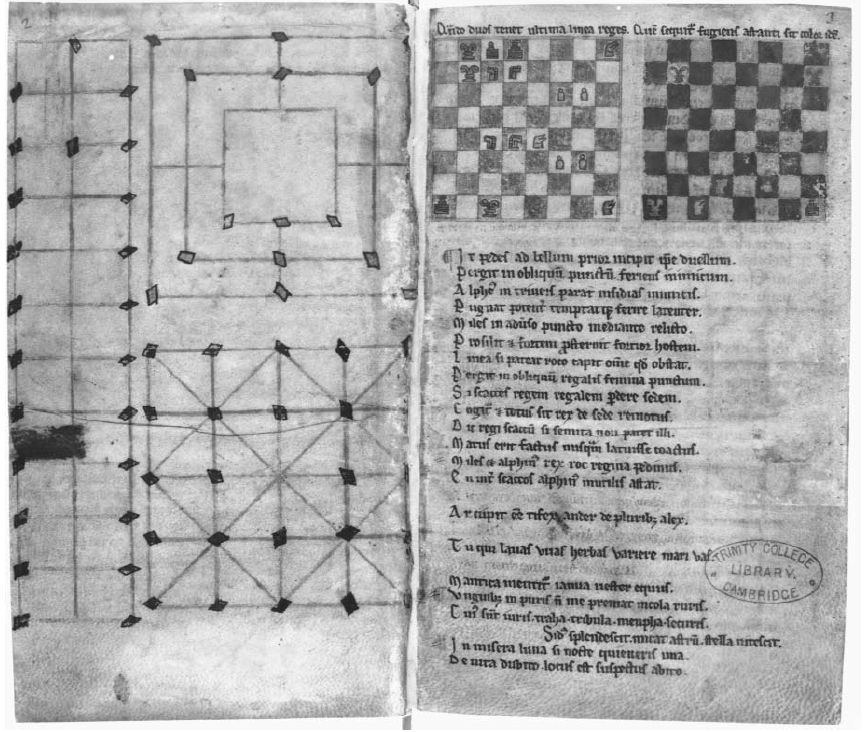
Un manuscrito de 1250-1300, que muestra un posible tablero de Daldos en el extremo izquierdo.

El tablero tiene forma de bote y tiene tres filas paralelas de agujeros, dos de los cuales (A y B) tienen 16 agujeros cada uno, mientras que la fila del medio tiene un agujero extra en la proa del barco.
Cada jugador tiene 16 piezas en forma de espátula con un extremo inferior que encaja en los agujeros del tablero. Un jugador tiene piezas bastante anchas y delgadas; mientras que las piezas del otro jugador tienen más forma de obelisco. Al comienzo del juego, las piezas del jugador A se colocan en los agujeros de la fila A de modo que las espátulas queden perpendiculares a la fila (sin clavar), y de manera equivalente para el jugador B. Más adelante en el juego, las piezas se girarán (fordallede, o dalt) de modo que la espátula quede paralela a las filas.

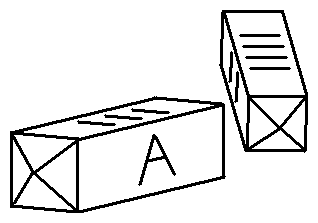
Dados largos usados para jugar al daldos.

Se utilizan dos dados especiales. Cada dado es un dado largo de cuatro lados con extremos piramidales o redondeados, lo que evita que el dado se ponga de punta. Pueden tener aproximadamente 2 por 2 cm de sección transversal y unos 4 cm de largo. Los cuatro lados están marcados con A (con el valor 1, llamado dallen, es decir, el dal), II (2, probablemente llamado døs), III (3) y IIII (4). Según algunas fuentes, el dal es opuesto a III.

## Reglas
Comienzo

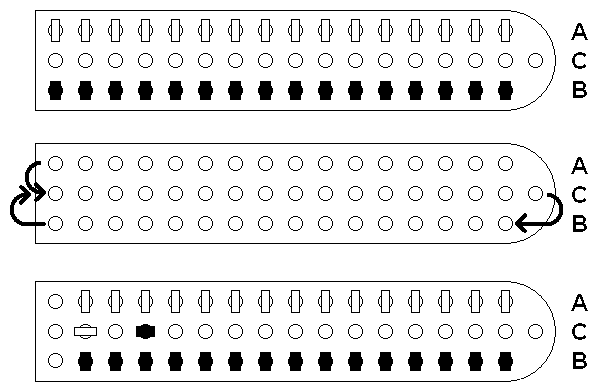
Tablero de Daldos. Arriba: Posición de apertura. Medio: Ruta para las piezas del jugador A. Abajo: Posición después del primer movimiento de cada jugador.

Ambos jugadores tiran los dados; el lanzamiento más alto (sumando los dados, el dal contando como 1) comienza el juego.
Poniendo fichas en juego
Las piezas no pueden ponerse en juego hasta que el jugador arroje el dado y el mismo muestre el "dal" lo que permite al jugador habilitar una pieza, lo que significa girarla en paralelo a su fila y moverla una posición hacia adelante. Con el primer dal, solo se puede habilitar la pieza más cercana a la popa, y luego pasa a la fila del medio. Sin piezas habilitadas, un lanzamiento en el no salga el "dal" es un movimiento perdido.
Movimientos
Las piezas habilitadas se mueven de acuerdo con los lanzamientos de dados. Las piezas de cada jugador se mueven primero a través de la fila de inicio a la popa, luego a través de la fila del medio hacia la proa, luego a la fila enemiga de regreso a la popa. Desde aquí se mueve nuevamente a la fila del medio, etc., sin regresar nunca a la fila de inicio. Los puntajes de los dos dados pueden agregarse y usarse para mover una pieza, o usarse por separado para dos piezas diferentes. Por ejemplo, un lanzamiento de un "dal" y un tres le permite al jugador (i) poner en juego habilitando una pieza (moviéndola una posición) y luego mover otra pieza ya habilitada tres posiciones; (ii) poner en juego habilitando una pieza y moverla un total de cuatro posiciones; (iii) mover dos piezas ya habilitadas, una tres posiciones y la otra una posición; o (iv) mover una pieza ya habilitada cuatro posiciones. Los puntajes de ambos dados deben usarse en un movimiento. Si eso no es posible, se debe usar el puntaje de uno de los dados. Si eso tampoco es posible, la jugada se pierde. En un lanzamiento de dal-dal (dos dals), el jugador tiene un lanzamiento extra.
Objetivo
El objetivo del juego es eliminar todas las piezas enemigas del tablero. Una pieza enemiga se elimina cuando otra pieza propia en un movimiento termina en la misma posición que una enemiga. Cuando se suman los puntajes de los dos dados, solo se puede eliminar una pieza enemiga que se encuentre en la posición final alcanzada. Las piezas enemigas (tanto habilitadas como no) se pueden saltar, pero no se eliminan de ese modo. Las piezas amigas no se pueden saltar en absoluto. El juego termina cuando a un jugador no le quedan piezas.

## Variaciones
La forma del tablero, las piezas y los dados varían. Por ejemplo, el dal marcado con A en Dinamarca está marcado con X en Noruega, y con I en algunas reconstrucciones modernas.
En las reglas suministradas con algunas reconstrucciones del juego, la dirección de los movimientos se invierte (proa a popa en la fila central en lugar de popa a proa, etc.). Sin embargo, esta diferencia no tiene consecuencias reales.
En algunas reconstrucciones, las piezas son cilíndricas con un extremo pintado de negro para el jugador A y blanco para el jugador B. Las piezas sin casquillo se giran con el extremo pintado hacia abajo.
Algunas fuentes especifican que solo se puede habilitar la pieza da de un jugador más cercana a la popa que no se encuentra habilitada. Con esta regla, no es necesario diseñar las piezas de modo que se pueda ver si una pieza está habilitada o no; en su lugar, la siguiente pieza que se puede habilitar puede indicarse con un marcador.
Además, algunas fuentes indican que cuando se suman los puntajes de los dados y se usan para mover una pieza, se eliminan las piezas enemigas que se encuentran tanto en la posición intermedia como en la posición final.
El final del juego puede ser tedioso, por lo que se ha sugerido aceptar que el primer jugador al que le quede solo una pieza pierde.
El número de agujeros en cada fila es bastante arbitrario; en lugar de los 16+17+16 utilizados en el juego danés, en Noruega se utilizan 12+13+12, con 12 piezas para cada jugador. En cualquier caso, no hay ninguna razón obvia para el hoyo extra en la fila del medio, más que para distinguir los dos extremos del tablero, que es necesario para definir la dirección de juego.

## Estrategia
El juego es simple, y vale la pena tener piezas dañadas esperando en la fila de inicio cerca de la proa, y también en la fila enemiga detrás de todas las piezas enemigas. La mayoría de los lanzamientos de dal se utilizan para dar piezas en lugar de mover piezas ya dañadas.

### Probabilidades
A menudo es útil tener una idea de la probabilidad de que una pieza determinada pueda retirarse en la siguiente ronda. Suponiendo que el jugador A tiene una pieza a1 y el jugador B tiene una pieza b1 unas pocas posiciones detrás de a1 sin otras piezas en el medio. Si es el turno de B, las posibilidades de B de poder eliminar a1 usando b1 en este turno dependen de cuántas posiciones b1 esté detrás de a1:
| Distancia b1→a1 | 1   | 2   | 3   | 4   | 5   | 6   | 7   | 8  | 9 o más      |
| Probabilidad    | 44% | 50% | 60% | 67% | 29% | 23% | 14% | 8% | menos que 1% |
| Uso de dal-dal  | 1   | 2   | 0   | 0   | 1   | 2   | 2   | 2  | 2            |

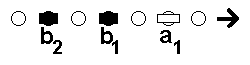
Posiciones relativas de piezas. Aquí, la distancia b_{1}→a_{1} es 2 y b_{2}→a_{1} es 4.

Se debe tener en cuenta que la mayor probabilidad, dos tercios, se encuentra cuando b1 está cuatro posiciones detrás de a1, y observe la rápida disminución de las probabilidades para distancias más grandes. Estos valores suponen que B tiene suficientes posibilidades de utilizar parte del lanzamiento en otra parte del tablero. Por ejemplo, con una distancia de 2, B debe lanzar un dal-dal (probabilidad 1/16), o un dado debe mostrar 2 (probabilidad 7/16), mientras que B puede usar el otro dado para mover otra pieza a otra parte. a bordo. La fila de la tabla Uso de dal-dal indica cuántas posiciones B debería mover b1 en un lanzamiento de dal-dal para maximizar la probabilidad de eliminar a1, incluido el lanzamiento extra.
Si B tiene una pieza adicional b2 detrás de b1, pero no más de cuatro posiciones detrás de a1, las primeras probabilidades aumentan al incluir la posibilidad de saltar sobre a1 con b1 y luego eliminar a1 usando b2:
| Distancia b1→a1 | 1        | 2     | 3   |
| Distancia b2→a1 | 2, 3 o 4 | 3 o 4 | 4   |
| Probabilidad    | 75%      | 69%   | 67% |
| Uso de dal-dal  | 1        | 2     | 2   |

Ahora, la mayor probabilidad es de tres cuartos y se encuentra cuando b1 está solo una posición detrás de a1.

### Inglés
- Depaulis, Thierry (2001), «An Arab Game in the North Pole?», Board Games Studies (Leiden: CNWS Publications) 4: 77-82, ISBN 90-5789-075-5, ISSN 1566-1962.
- Michaelsen, Peter (2001), «Daldøs, an almost forgotten dice board game», Board Games Studies (Leiden: CNWS Publications) 4: 19-31, ISBN 90-5789-075-5, ISSN 1566-1962.
- Næsheim, Alf (2001), «Daldøsa, an old dice game with an obscure origin», Board Games Studies (Leiden: CNWS Publications) 4: 9-14, ISBN 90-5789-075-5, ISSN 1566-1962.
- Østergaard, Eric; Gaston, Anne (2001), «Daldøs — the rules», Board Games Studies (Leiden: CNWS Publications) 4: 15-17, ISBN 90-5789-075-5, ISSN 1566-1962.

### Danés
- Peter Michaelsen: Daldøs og Sakku – to gamle nordiske spil med fjerne slægtninge. Ord & Sag 19, 1999, pp. 15–28
- Peter Michaelsen: Daldøs – et gådefuldt gammelt brætspil. Historisk Årbog for Thy og Vester Han Herred, 2001  Archivado el 13 de octubre de 2007 en Wayback Machine.

- Datos: Q4154149
- Multimedia: Daldøs / Q4154149